# Болоня
Болоня (укр. Болоня) — село в Николаевской городской общине Стрыйского района Львовской области Украины.
Население по переписи 2001 года составляло 343 человека. Занимает площадь 0,97 км². Почтовый индекс — 81644. Телефонный код — 3241.